# 江南通志
《江南通志》是清朝政府編修的一部有關江南省的地方志，分兩次編輯。首先於康熙二十二年(1683年)由两江总督于成龙与江苏巡抚余国柱、安徽巡抚徐国相等按礼部要求编纂，共76卷。雍正七年(1729年)，朝廷下诏要求重修。雍正九年(1731年)十月，當局在江宁设局重修江南通志，两江总督高文良、江苏巡抚尹继善、安徽巡抚程元章聘请黄之隽和翰林院编修邵泰任江南通志纂修。至雍正十一年(1733年)冬，江南通志成稿，黄之隽便告别志局回家。此志后经别人作了些改动，至乾隆元年(1736年)书成，由两江总督赵宏恩等告知朝廷。新修的江南通志共204卷。